# Liste der Landschaften in Sachsen
Die Liste der Landschaften in Sachsen verzeichnet Landschaften Sachsens. Eine 
Klassifizierung ist nicht nach einheitlichen Maßstäben realisierbar, weil landläufig bekannte Landschaftsnamen zumeist eine Mischung aus historischen Regionen und physisch-geographischen Objekten darstellen. So beschreiben manche bekannte Landschaftsnamen – zum Beispiel Oberlausitz – ein Sammelsurium aus Naturräumen und geologischen Zonen, während andere, wissenschaftlich belegte Toponyme nur in den jeweiligen Fachbereichen der Universitäten bekannt sind. Nachfolgend werden hier sowohl allgemein gebräuchliche als auch nur regional bekannte oder nur in der Wissenschaft verwendete Landschaftsnamen aufgeführt. Übergreifend und großräumig gehört Sachsen sowohl zu Ostdeutschland als auch zu Mitteldeutschland.

## Regionen
Kleinräumiger, teilweise überschneidend und über die Grenzen des Freistaates hinausgehend, unterscheidet man folgende, alphabetisch aufgeführte Landschaften und/oder Regionen:
- Bahretal
- Tal der Biela (Elbe)
- Dahlener Heide
- Dippoldiswalder Heide
- Dresdner Heide
- Dübener Heide
- Elbsandsteingebirge
- Elbtalkessel
- Elstergebirge
- Erzgebirge
- Erzgebirgsvorland
- Tal der Flöha (Fluss)
- Geyerscher Wald
- Gimmlitztal
- Großenhainer Pflege
- Kirnitzschtal
- Königsbrücker Heide
- Königshainer Berge
- Lausitzer Bergland
- Laußnitzer Heide
- Leipziger Tieflandsbucht

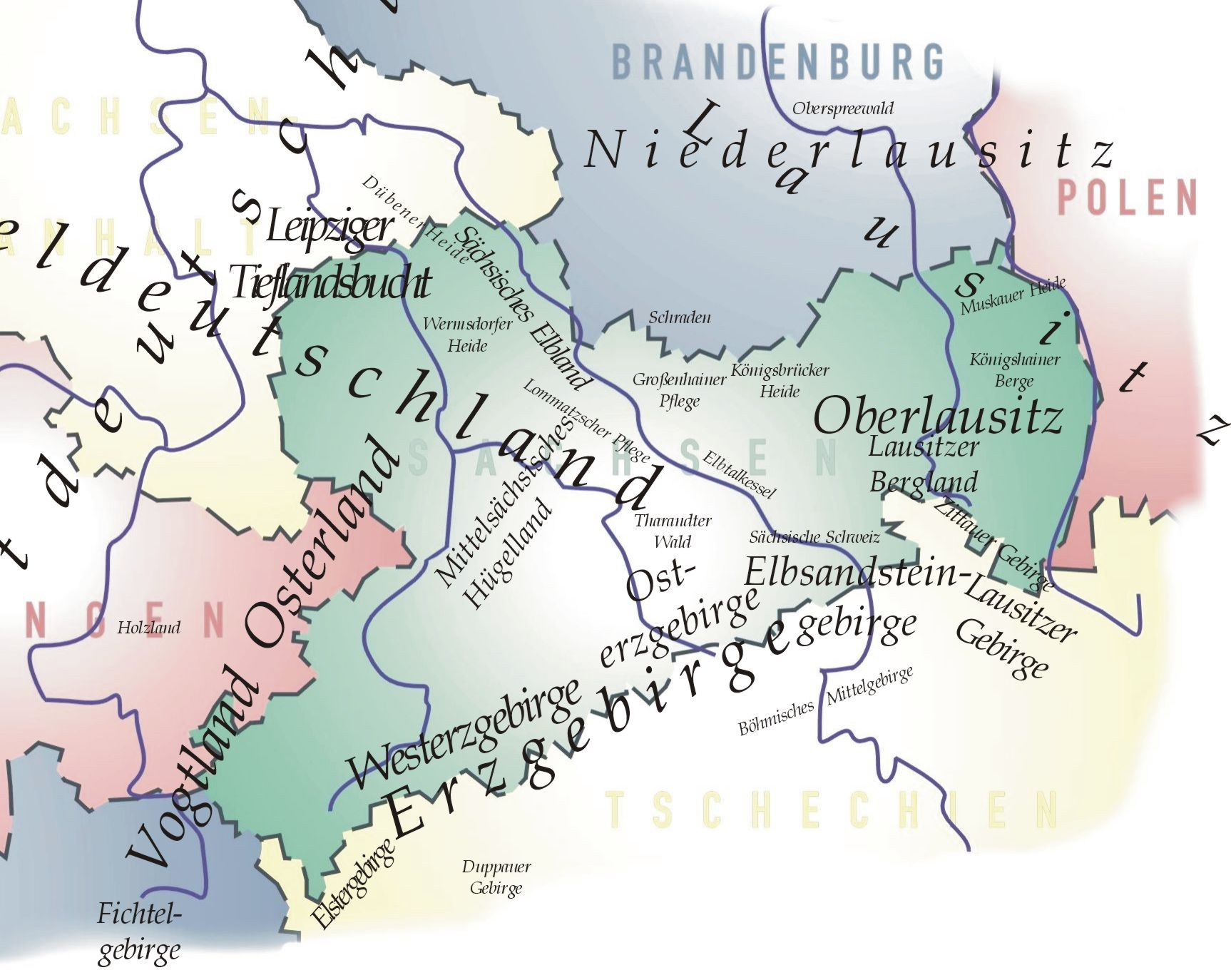
Karte einiger wichtiger Landschaften in Sachsen und in benachbarten Ländern und Staaten

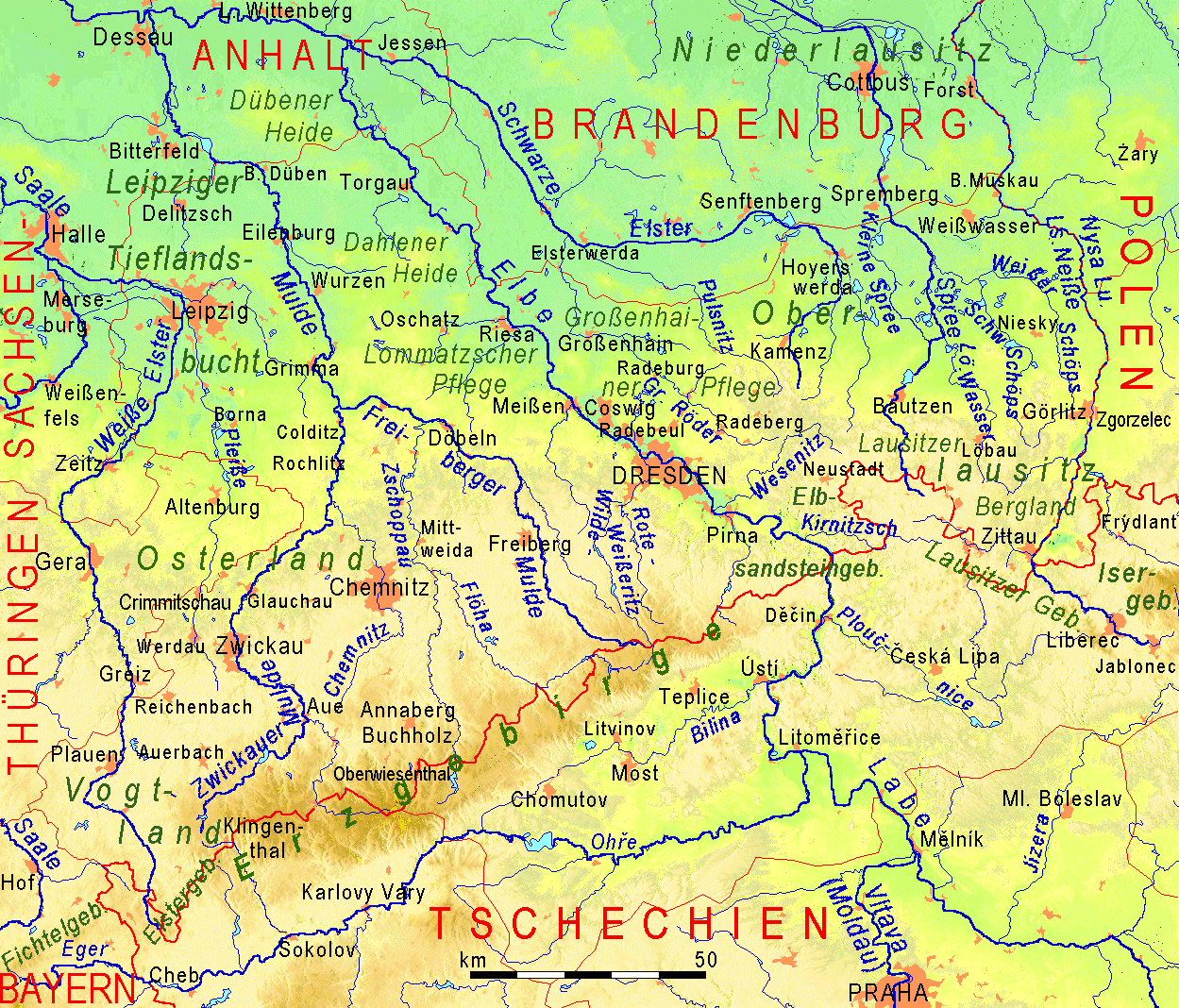
Topografie Sachsens

- Linkselbische Täler zwischen Dresden und Meißen
- Lößnitz
- Lommatzscher Pflege
- Meißner Hochland
- Mittelsächsisches Hügelland
- Moritzburger Kleinkuppenlandschaft
- Moritzburger Teiche
- Mothäuser Heide
- Muskauer Heide
- Tal der Natzschung (Fluss)
- Niederlausitz
- Nordsächsisches Platten- und Hügelland
- Oberlausitz
- Oschatzer Pflege
- Osterland
- Osterzgebirge
- Pechernsche Heide
- Poisenwald
- Rabenauer Grund
- Reinhardtsgrimmaer Heide
- Sächsische Schweiz
- Sächsisches Elbland
- Sächsisches Lössgefilde
- Schönfelder Hochland
- Schraden (Landschaft)
- Schrammsteine
- Striegis
- Seifersdorfer Tal
- Spaargebirge
- Südwestsachsen
- Tharandter Wald
- Vogtland
- Werdauer-Greizer Wald
- Wermsdorfer Forst
- Weißeritztal
- Westerzgebirge
- Wildenfelser Zwischengebirge
- Zeisigwald
- Zellwald
- Zittauer Gebirge (deutscher Anteil des Lausitzer Gebirges)